# NGC 2149
NGC 2149 је рефлексиона маглина у сазвежђу Једнорог која се налази на NGC листи објеката дубоког неба.
Деклинација објекта је - 9° 43' 50" а ректасцензија 6h 3m 30,7s. Привидна величина (магнитуда) објекта NGC 2149 износи 13,8.